# AAT Challenger Santa Fe 2024 - Doppio
Il doppio del torneo di tennis professionistico AAT Challenger Santa Fe 2024, facente parte della categoria Challenger 50 nell'ambito dell'ATP Challenger Tour 2024, si è giocato dal 3 al 9 giugno a Santa Fe, in Argentina. Tra le coppie partecipanti erano assenti Luca Margaroli e Santiago Fa Rodríguez Taverna, i detentori del titolo.
In finale Hady Habib e Trey Hilderbrand hanno sconfitto Ignacio Carou e Facundo Mena con il punteggio di 6(5)–7, 6–2, [10–4].

## Teste di serie
1. Luís Britto /  Gonzalo Villanueva (primo turno)
2. Seita Watanabe /  Takeru Yuzuki (semifinale)

1. Pedro Boscardin Dias /  Pedro Sakamoto (primo turno)
2. Hugo Dellien /  Murkel Dellien (ritirati)

## Wildcard
1. Thiago Cigarrán /  Santiago de la Fuente (primo turno)

1. Lautaro Agustín Corthey /  Tadeo David Ramírez (primo turno)

## Alternate
1. Juan Sebastián Osorio /  Rafael Tosetto (primo turno)

## Tabellone

### Legenda
| - Q = Qualificato - WC = Wild card - LL = Lucky loser | - ALT = Alternate - SE = Special Exempt - PR = Protected Ranking | - w/o = Walkover - r = Ritirato - d = Squalificato |

|  | Primo turno | Primo turno                    | Primo turno                    | Primo turno | Primo turno |  |  | Quarti di finale | Quarti di finale               | Quarti di finale               | Quarti di finale    | Quarti di finale    |    |     | Semifinali | Semifinali                  | Semifinali     | Semifinali                 | Semifinali |   |     | Finale | Finale | Finale | Finale | Finale |  |
|  |             |                                |                                |             |             |  |  |                  |                                |                                |                     |                     |    |     |            |                             |                |                            |            |   |     |        |        |        |        |        |  |
|  | 1           | L Britto G Villanueva          | L Britto G Villanueva          | 4           | 3           |  |  |                  |                                |                                |                     |                     |    |     |            |                             |                |                            |            |   |     |        |        |        |        |        |  |
|  |             | T Farjat AL Lingua Lavallén    | T Farjat AL Lingua Lavallén    | 6           | 6           |  |  |                  | T Farjat AL Lingua Lavallén    | T Farjat AL Lingua Lavallén    | 4                   | 4                   |    |     |            |                             |                |                            |            |   |     |        |        |        |        |        |  |
|  |             | L Midón LJ Rodríguez           | L Midón LJ Rodríguez           | 3           | 3           |  |  |                  | H Habib T Hilderbrand          | H Habib T Hilderbrand          | 6                   | 6                   |    |     |            |                             |                |                            |            |   |     |        |        |        |        |        |  |
|  |             | H Habib T Hilderbrand          | H Habib T Hilderbrand          | 6           | 6           |  |  |                  |                                |                                |                     |                     |    |     |            | H Habib T Hilderbrand       | 6              | 61                         | [10]       |   |     |        |        |        |        |        |  |
|  | 3           | P Boscardin Dias P Sakamoto    | 3                              | 7           | [5]         |  |  |                  |                                |                                | L Aboian V Aboian   | 4                   | 7  | [6] |            |                             |                |                            |            |   |     |        |        |        |        |        |  |
|  |             | L Aboian V Aboian              | 6                              | 5           | [10]        |  |  |                  | L Aboian V Aboian              | L Aboian V Aboian              | 6                   | 6                   |    |     |            |                             |                |                            |            |   |     |        |        |        |        |        |  |
|  |             | F Ribero JB Torres             | F Ribero JB Torres             | 7           | 6           |  |  |                  | F Ribero JB Torres             | F Ribero JB Torres             | 4                   | 0                   |    |     |            |                             |                |                            |            |   |     |        |        |        |        |        |  |
|  |             | H Casanova A Collarini         | H Casanova A Collarini         | 5           | 2           |  |  |                  |                                |                                |                     |                     |    |     |            | Hady Habib Trey Hilderbrand | 65             | 6                          | [10]       |   |     |        |        |        |        |        |  |
|  | WC          | T Cigarrán S de la Fuente      | T Cigarrán S de la Fuente      | 68          | 5           |  |  |                  |                                |                                |                     |                     |    |     |            |                             |                | Ignacio Carou Facundo Mena | 7          | 2 | [4] |        |        |        |        |        |  |
|  |             | A Lobanov A Nesterov           | A Lobanov A Nesterov           | 710         | 7           |  |  |                  | A Lobanov A Nesterov           | A Lobanov A Nesterov           | 1                   | 3                   |    |     |            |                             |                |                            |            |   |     |        |        |        |        |        |  |
|  |             | I Carou F Mena                 | I Carou F Mena                 | 6           | 6           |  |  |                  | I Carou F Mena                 | I Carou F Mena                 | 6                   | 6                   |    |     |            |                             |                |                            |            |   |     |        |        |        |        |        |  |
|  | Alt         | JS Osorio R Tosetto            | JS Osorio R Tosetto            | 3           | 3           |  |  |                  |                                |                                |                     |                     |    |     |            | I Carou F Mena              | I Carou F Mena | 7                          | 7          |   |     |        |        |        |        |        |  |
|  |             | W Leite M Pucinelli de Almeida | W Leite M Pucinelli de Almeida | 6           | 6           |  |  |                  |                                | 2                              | S Watanabe T Yuzuki | S Watanabe T Yuzuki | 65 | 64  |            |                             |                |                            |            |   |     |        |        |        |        |        |  |
|  | WC          | LA Corthey TD Ramírez          | LA Corthey TD Ramírez          | 3           | 4           |  |  |                  | W Leite M Pucinelli de Almeida | W Leite M Pucinelli de Almeida | 4                   | 3                   |    |     |            |                             |                |                            |            |   |     |        |        |        |        |        |  |
|  |             | DA Barreto Sánchez JS Gómez    | DA Barreto Sánchez JS Gómez    | 4           | 1           |  |  | 2                | S Watanabe T Yuzuki            | S Watanabe T Yuzuki            | 6                   | 6                   |    |     |            |                             |                |                            |            |   |     |        |        |        |        |        |  |
|  | 2           | S Watanabe T Yuzuki            | S Watanabe T Yuzuki            | 6           | 6           |  |  |                  |                                |                                |                     |                     |    |     |            |                             |                |                            |            |   |     |        |        |        |        |        |  |